# Gábor Aurél
Gábor Aurél (Sopron, 1923. augusztus 10. – Ács, 1976. március 8.) magyar belgyógyász, az orvostudományok kandidátusa (1966), a magyar mentésügy történetének egyik meghatározó alakja.
Gábor Artemisz (1936–2022) opera-énekesnő testvére.

## Életpályája
Gábor János és Gálfi Mária fia. 1948-ban a Debreceni Orvostudományi Egyetemen szerzett orvosi oklevelet, szakképesítését pedig 1948–51-ben a budapesti Koltói Anna Kórház belgyógyászati osztályán (később III. sz. Belgyógyászati Klinika) kapta meg. 1951–55-ben Dunaújváros kórházában és rendelőintézetében dolgozott, 1954-től mentőorvosként is. A dunaújvárosi rendelőintézet falát díszítő reliefen róla mintázták az orvos modelljét. 1955 és 1976 között Budapesten az Országos Mentőszolgálatnál dolgozott: 1956–1968 között a Mentőkórház belosztályán és a rohamkocsin, 1968-tól 1976-ig tudományos főmunkatársként az Országos Mentőszolgálat Főigazgatóságán. Számos külföldi tanulmányúton vett részt. 1976-ban egy pozsonyi kongresszusról való visszatérés közben autóbaleset áldozata lett.
A Farkasréti temetőben nyugszik.

## Munkássága
Az ő nevéhez fűződik a sürgősségi betegellátás hazai tudományos megalapozása, az oxiológia fogalmának megalkotása és annak sürgősségi orvostanként való értelmezése. Ő volt az első, aki Magyarországon foglalkozott az időmenedzsmenttel és a progresszív betegellátással. Továbbképzéseken, majd az egyetemeken is oktatta ezeket a fogalmakat. Részt vett annak képzési és továbbképzési rendszernek a kidolgozásában, amely azt célozta meg, hogy az akkoriban is jellemző orvoshiány enyhítésére, a mentőszolgálatnál dolgozó középkáderekből (mentőápolókból) orvossegédeket (a mai mentőtisztek elődjét) képezzenek.

## Művei
- Hypnotherapiával sikeresen kezelt asthma bronchiale (Orvosok Lapja, 1949)
- Friss szívizominfarktusos betegen deconnexióban végzett amputatio (Orvosi Hetilap, 1957. 51–52.)
- Sürgősségi belgyógyászat (Orvosi elsősegélynyújtás. Budapest, 1962)
- Adatok a myocardiuminfarctus korai diagnosisának és terápiájának néhány kérdéséhez. Sürgősségi szemlélet. Kandidátusi értekezés. (Budapest, 1965)
- Életveszélyes állapotok körzeti orvosi ellátása. Bencze Bélával. (A gyakorló orvos könyvtára. Budapest, 1970, 2. javított kiadás, 1973, 3. átdolgozott kiadás: 1975, 4. átdolgozott kiadás: 1978)
- Korszerű elsősegélynyújtás. Egészségügyi szakközépiskolai és szakiskolai tankönyv. (Budapest, 1972, 2. kiadás: 1975, 3. kiadás: 1981)
- Ifjú egészségőr. Kézikönyv az ifjúsági vöröskeresztes tanfolyamokhoz és az úttörő egészségőr-szakpróbához. Székely Lajossal. Ill. Cakó Ferenc és Pásztor Péter. (Budapest, 1975)
- Belgyógyászat. 1–2. A mentőtisztképző szak hallgatói számára. Főiskolai jegyzet (Budapest, 1975–1976, új kiadás: 1988)

## Díjai, elismerései
- Falck-aranyérem (Dán mentésügyi szervezet, 1975)